# Trofors
Trofors is een plaats in de Noorse gemeente Grane, provincie Nordland. Trofors telt 794 inwoners (2007) en heeft een oppervlakte van 0,92 km². Het dichtst bijzijnde vliegveld is in Trondheim. Trofors ligt langs de Europese Snelweg, de E6 en de Noorse Nationale Weg 73 die richting Zweden gaat. Het dorp heeft een postkantoor en een school. Ook is er maar één winkel in het hele dorp. Trofors is de enige plaats in Noorwegen waar het gebruik van post stijgt. Dit komt doordat het populaire popduo Marcus & Martinus in het plaatsje woont met hun zus en ouders. 